# NGC 7122
NGC 7122 is een dubbelster in het sterrenbeeld Steenbok. Het hemelobject werd op 24 november 1854 ontdekt door de Ierse astronoom Edward Joshua Cooper.